# Јакуб Јанкто
Јакуб Јанкто (чеш. Jakub Jankto; Праг, 19. јануар 1996) чешки је професионални фудбалер који тренутно наступа на позицији централног везног за Хетафе и репрезентацију Чешке.
Каријеру је почео 2015. у Удинезеу, а одмах је послат на позајмицу у Асколи, гдје је провео једну сезону, а затим се вратио у Удинезе. Године 2018. отишао је у Сампдорију на позајмицу, а након једне сезоне, Сампдорија је откупила његов уговор.
Играо је за све млађе селекције репрезентације, а за сениорску репрезентацију Чешке дебитовао је 2017. након чега је играо на Европском првенству 2020.

## Клупска каријера
Играо је за омладинце Славије Праг, а 2014. прешао је у Удинезе за 700,000 евра. Послат је у омладински тим Удинезеа, та који је дебитовао 30. августа 2014, у побједи од 3:1 на гостовању против Кјева, када је постигао и први гол за клуб. Након сезоне у младом тиму, послат је на позајмицу у Асколи за сезону 2015/16. За клуб је дебитовао 15. септембра 2015. у побједи од 1:0 против Виртус Ентеле у првом колу Серије Б. Први гол за клуб постигао је 3. октобра, у побједи од 4:0 на гостовању против Комоа. Сезону је завршио са 34 одигране утакмице и пет постигнутих голова, након чега се вратио у Удинезе.
За први тим Удинезеа, дебитовао је 13. августа 2016. у поразу 3:2 од Специје у трећој рунди Купа Италије. Први гол постигао је 15. октобра, у поразу 2:1 од Јувентуса; Јанкто је постигао гол за вођство, након чега је Пауло Дибала постигао два гола. На дан 8. јануара 2017. постигао је гол за вођство од 1:0 против Интера, након чега је Иван Перишић постигао два гола, за побједу Интера 2:1. Сезону је завршио са одиграних 29 утакмица и пет постигнутих голова. Први гол у сезони 2017/18. постигао је 10. септембра, за побједу од 1:0 против Ђенове у трећем колу Серије А. На дан 4. децембра, постигао је два гола у побједи од 3:0 на гостовању против Кротонеа, након чега је постигао гол у поразу 4:2 од Наполија у 33. колу. Сезону је завршио са одиграних 36 утакмица и четири постигнута гола.
На дан 6. јула 2018. отишао је на позајмицу у Сампдорију, са правом откупа уговора за 15 милиона евра. За клуб је дебитовао 12. августа 2018, када је и постигао гол, за побједу од 1:0 против Витербезеа у трећој рунди Купа. Сезону је завршио са одиграних 25 утакмица у лиги, а није постигао ниједан гол. На крају сезоне, Сампдорија је откупила његов уговор. Први гол за клуб у Серији А, постигао је 28. септембра 2019, у поразу 3:1 од Интера. Сезону је завршио са одиграних 30 утакмица и два постигнута гола. На дан 20. октобра 2020, постигао је први гол у сезони 2020/21. у побједи од 3:1 на гостовању против Аталанте у петом колу, након чега је постигао гол четири дана касније, у ремију 1:1 против Ђенове. Сезону је завршио са одиграних 35 утакмица и шест постигнутих голова.

### Репрезентативна каријера
Прошао је све млађе селекције репрезентације и играо је на Европском првенству за играче до 21 године 2017, гдје је Чешка завршила на последњем мјесту у групи.
За сениорску репрезентацију Чешке, дебитовао је 26. марта 2017, у побједи од 6:0 на гостовању против Сан Марина у квалификацијама за Свјетско првенство 2018. Први гол постигао је 22. марта 2017. у побједи од 3:0 против Литваније у пријатељској утакмици. На дан 15. новембра 2018. постигао је гол за побједу од 1:0 на гостовању против Пољске, док је трећи гол за репрезентацију постигао 10. јуна 2019. у побједи од 3:0 против Црне Горе, у квалификацијама у за Европско првенство 2020. На дан 24. марта 2021. постигао је гол у побједи од 6:2 на гостовању против Естоније, у квалификацијама за Свјетско првенство 2022.
На дан 27. маја 2021. нашао се у тиму за Европско првенство 2020, које је због пандемије ковида 19 помјерено за 2021. На дан 4. јуна играо је у поразу 4:0 од Италије у пријатељској утакмици; изашао је из игре у 61. минуту, када је умјесто њега ушао Матјеј Видра. Четири дана касније, играо је и на последњој пријатељској утакмици пред почетак првенства, у побједи од 3:1 против Албаније; изашао је из игре у 65. минуту, када је умјесто њега ушао Томаш Пекхарт. На Европском првенству, био је стандардан у групној фази, а Чешка је у првом колу групе Д побиједила Шкотску 2:0, са два гола Патрика Шика, док је у другом колу ремизирала 1:1 против Хрватске. У трећем колу, изгубила је 1:0 од Енглеске и прошла је даље са трећег мјеста. У осмини финала, ушао је у игру у 79. минуту, умјесто Лукаша Масопуста, а Чешка је побиједила Холандију 2:0. У четвртфиналу, ушао је у игру у 46. минуту, умјесто Масопуста, а Чешка је изгубила 2:1 од Данске.

## Статистика каријере

### Клубови
Ажурирано након утакмице игране 22. маја 2021.
| Клуб                   | Сезона            | Лига              | Лига  | Лига | Куп   | Куп  | Континентално | Континентално | Остало | Остало | Укупно | Укупно |
| Клуб                   | Сезона            | Лига              | Утак. | Гол. | Утак. | Гол. | Утак.         | Гол.          | Утак.  | Гол.   | Утак.  | Гол.   |
| ---------------------- | ----------------- | ----------------- | ----- | ---- | ----- | ---- | ------------- | ------------- | ------ | ------ | ------ | ------ |
| Асколи (позајмица)     | 2015/16.          | Серија Б          | 34    | 5    | 1     | 0    | —             | —             | —      | —      | 35     | 5      |
| Удинезе                | 2016/17.          | Серија А          | 29    | 5    | 1     | 0    | —             | —             | —      | —      | 30     | 5      |
| Удинезе                | 2017/18.          | Серија А          | 36    | 4    | 3     | 2    | —             | —             | —      | —      | 39     | 6      |
| Удинезе                | Укупно            | Укупно            | 65    | 9    | 4     | 2    | —             | —             | —      | —      | 69     | 11     |
| Сампдорија (позајмица) | 2018/19.          | Серија А          | 25    | 0    | 3     | 1    | —             | —             | —      | —      | 28     | 1      |
| Сампдорија             | 2019/20.          | Серија А          | 30    | 2    | 1     | 0    | —             | —             | —      | —      | 31     | 2      |
| Сампдорија             | 2020/21.          | Серија А          | 35    | 6    | 2     | 0    | —             | —             | —      | —      | 37     | 6      |
| Сампдорија             | Укупно            | Укупно            | 90    | 8    | 6     | 1    | —             | —             | —      | —      | 96     | 9      |
| Укупно у каријери      | Укупно у каријери | Укупно у каријери | 189   | 22   | 11    | 3    | 0             | 0             | 0      | 0      | 200    | 25     |

### Репрезентација
Ажурирано након утакмице игране 3. јула 2021.
| Репрезентација | Година | Наступи | Голови |
| -------------- | ------ | ------- | ------ |
| Чешка          |        |         |        |
| 2017.          | 10     | 1       |        |
| 2018.          | 7      | 1       |        |
| 2019.          | 9      | 1       |        |
| 2020.          | 4      | 0       |        |
| 2021.          | 10     | 1       |        |
| Укупно         | Укупно | 40      | 4      |

### Голови за репрезентацију
Ажурирано након утакмице игране 24. марта 2021.
| ‡ | Гол из пенала |

| Број | Датум              | Локација                                      | Противник | Гол за | Коначан резултат | Такмичење                                 |
| ---- | ------------------ | --------------------------------------------- | --------- | ------ | ---------------- | ----------------------------------------- |
| 1.   | 22. март 2017.     | Стадион Метски, Усти на Лаби, Чешка Република | Литванија | 2:0    | 3:0              | Пријатељска                               |
| 2.   | 15. новембар 2018. | Градски стадион, Гдањск, Пољска               | Пољска    | 1:0    | 1:0              | Пријатељска                               |
| 3.   | 10. јун 2019.      | Стадион Андрув, Оломоуц, Чешка Република      | Црна Гора | 1:0    | 3:0              | Квалификације за Европско првенство 2020. |
| 4.   | 24. март 2021.     | Арена Лублин, Лублин, Пољска                  | Естонија  | 6:1    | 6:2              | Квалификације за Свјетско првенство 2022. |

## Успјеси

### Индивидуално
- Чешки таленат године: 2017